# 水戸黄門 (ゲーム)
水戸黄門（みとこうもん）は、トーセが開発しサン電子が1987年から1988年にかけて発売したファミリーコンピュータ用ゲームソフトのシリーズ。2作品が発売された。

## 天下のご意見番 水戸黄門
ゲーム第1作『天下のご意見番 水戸黄門』は、1987年（昭和62年）8月11日に発売された。テレビドラマに準じた作りとなっており、水戸光圀が助さん・格さんらのお供を引き連れ諸国（7ステージ）を漫遊し事件を解決していく。ナショナル劇場版の黄門役である西村晃（2代目黄門）がイメージキャラクターを務め、パッケージ裏面や販促チラシには「テレビの黄門様も太鼓判!!」という触れ込みでの推薦メッセージも入っていた。発売時に放映されたTVCMでのコピーは「恐れ多くも新発売」「お父さんも遊びたい」。
タイトル画面や事件解決時には、格さんが印籠を出してドラマ版の決め台詞「静まれ、静まれ!! この紋所が目に入らぬか（中略）頭が高い、控えおろう!!」の台詞を音声合成で喋る。ゲームオーバー時には水戸家老安藤の「残念でしたなぁ、黄門様」の声が出る。他にも民家や店に入った際には「いらっしゃいませ」「らっしゃい!」、的屋で遊んだ際には「あた〜り〜」「はず〜れ〜」の音声があるが、女性音声は後者のみでそれ以外では相手の性別にかかわらず前者が流れる。当時のファミコンソフトでは、こういった長台詞をきちんと喋るというのが他社のソフトでは見られず、非常に珍しかったことから話題となった。

### ストーリー
水戸の西山荘でのんびり暮らしていた黄門様のもとによからぬ噂が舞い込んできた。また各地で悪党が善良な人々を苦しめているという。水戸藩家老・安藤の勧めもあり、黄門様は助さん、格さんを始めとする側近を連れてまたも諸国漫遊に旅立つのだった。

### ドラマ版との関連性
ゲーム内のオープニング曲やクリア後のデモには同ドラマ主題歌『あゝ人生に涙あり』が使われている。発売時はテレビドラマ第17部放映開始直前だった。

### ゲームの流れ
プレイヤーは格さん（奇数ステージ）または助さん（偶数ステージ）を操作し、町の中で聞き込みをしながら証拠品を集め、証拠が固まった所で（証拠を集めるごとに「てがかり」ゲージが上がり、フルになると悪事を裁ける）黄門さまの宿所へ出向き、悪事を裁く。
善人に話を聞くほか、悪人を殴ってひるませたところで（泣き顔になったところで）話を聞くこともしなければならず、相手によっては八兵衛（奇数ステージ）または又平（偶数ステージ）でないと情報を教えてくれなかったり、弥七（奇数ステージ）またはお銀（偶数ステージ）が潜入して（2階に穴の開いている建物にジャンプして屋根裏へ忍び込み）謀議を掴まなければならないこともある。
時間が経過すると日が暮れて調査が打ち切られ、強制的に次のステージへ進む。全てのステージで事件を解決しないとバッドエンディングになる。また、最終ステージである7面の水戸で調査が打ち切られると、解決した状況など問わず、問答無用でゲームオーバーになる（通常のゲームオーバーと同じ扱いになるため、エンディングは流れない）。

### ルール
プレイヤーには「ちから」（ライフゲージ）が設定されており、町をうろつく悪人に触れたり、悪人が投げてくる飛び道具を喰らうと「ちから」が減る。「ちから」が全て無くなるとゲームオーバーとなる。また、堀や水に落ちると「ちから」の残りにかかわらず、即ゲームオーバーとなる（格さん・助さんで落下した場合のみ。八兵衛・又平や弥七・お銀で落下した場合は格さん・助さんに戻るだけ）。
町には様々な施設があり、「万屋」で金を払ってアイテムを買うことにより、ゲームを有利に進めることができるようになる。
八兵衛・又平を呼び出すには「お椀」「ふんどし」、弥七・お銀を呼び出すには「風車」「三味線」が必要である。これらのアイテムは、助さん・格さんで悪人を倒すと出現することがある（弥七・お銀でしか行けない地形の中に隠されている場合もある）。なお、弥七・お銀の飛び道具で悪人を倒してもアイテムは出現しない。また、助さん・格さん以外に変身中は町中で人に話しかけることはできない。悪人の中には倒すと「てがかり」が増えるキーアイテムを落とす場合もある。
八兵衛・又平や、弥七・お銀に変身できる時間には制限があり、変身中は「ちから」が時間経過ともに減少する（さけを飲んで無敵になっている間は「ちから」は減少しない）。変身中に悪人から飛び道具などの攻撃を受けることによっても「ちから」は減少する。「ちから」が全て無くなると助さん・格さんに戻り、変身した場所からのリスタートとなる。また、「てがかり」ゲージが満タンになった後、宿に戻って黄門さまと会うのは、必ず助さんか格さんでなければならず、誰かに変身した状態では、黄門さまに会ってもクリアにはならない。
なお、あまり多くの悪人を倒す（おおよそ5〜6人程度）と、同社作品『いっき』にも登場した妨害キャラクターである幽霊のお石（奇数面に出現）や、同じく同社の作品である『かんしゃく玉なげカン太郎の東海道五十三次』にも登場したブサイクな町娘のお民（偶数面に出現）が出現し、プレイヤーをしつこく追ってくる（建物に入っても消えない。建物から出た瞬間にまた追ってくる）。触れてしまった場合、万屋で買える「お札」「かんざし」を持っていれば引き替えに去っていってくれるのだが、これらのアイテムを持っていない場合は憑依され、一定時間身動きができなくなる上「ちから」も一定量奪われる。
悪人を倒すごとに点数が加算され、1万点、5万点で「ちから」の上限が上がる。
助さん・格さんで善人を間違って攻撃してしまうと、所持金が5両減ってしまう（弥七、お銀は攻撃が当たってもペナルティ無し）。
制限時間はゲーム中の時間で7時間である。各ステージを0時00分に出発して、夜の7時00分までに事件を解決しなくてはならない。4時00分になると「そろそろくらくなるな、やばいぞ!」のメッセージが表示され、時間ごとに背景も夜に近づいていく。アイテムの「ちょうちん」があれば一個につき1時間延長ができるが、最大延長は10時まで。ちょうちんを持たないまま夜を迎えたり、延長を重ねて10時になると、その町の事件調査は中止・未解決ということで次の町へ強制的に進まされる。この場合ゲームオーバーにはならずにストーリーは進むが、クリアしていないステージがあると、最後の7面である水戸のステージでフラグ成立が発生しなくなり、結局はクリア不可能になるように作られている（さらに、水戸のステージで調査が打ち切られた場合は、問答無用でゲームオーバーになり、エンディングは流れない）。
「旅日記」を持っていると、力切れや水中転落でミスしたとき、「こんてにゅう」か「にっきをみる（パスワードを聞く）」かが選べる。「こんてにゅう」を選ぶと、ミスする直前の状態でもう一度0時00分からやり直せる（「ちから」は満タンまで回復、「てがかり」ゲージはミス直前の状態から再開）。「にっきをみる」を選ぶと、パスワードを聞くことができる。タイトル画面で「CONTINUE」を選択しパスワードを入力すると、次回そのパスワードを控えた町から再開できる。
ただしパスワードを取ると、スコア・「てがかり」・アイテム・所持金のセーブまではできず、すべてゼロ（所持金は200両）からの再開となる。このため、敵が強力でアイテムも高価になる難易度が高い後半のステージで再開すると、立て直しが難しく、かえってクリアの難易度が高くなることもある。所持金とアイテムはパスワードを取らない限りステージをクリアしても持越しができるため、全面クリアのためにはアイテムや所持金を貯蓄しておくなどの戦略性も必要になってくる。

### 町の施設
万屋
様々なアイテムを売っている。店によって品揃えは異なる。購入するごとに価格は上昇していく。
そば屋
「ちから」を回復する。「かけそば」「てんぷら」の2種類あり、「てんぷら」の方が回復量は多いが値段も高い。「かけそば」「てんぷら」とも、食べるごとに料金が一定量増えていく。
酒屋
一定時間無敵になるが、方向キーの操作がおかしくなる。
瓦版屋
捜査におけるヒントをくれる。ヒントは各町につき4つ（「てがかり」ではないので、「てがかり」ゲージは増えない）。
的屋
八兵衛・又平のみ入れる。的当てに挑戦、左右に動く的目がけて、吹き矢を当てる。真ん中の赤い丸に当たると50両もらえ、以下、外側に向かうごとに30両、10両、5両となる。基本的に所持金（最大999両）はここでしか増やせない。なお、1回挑戦すると必ず「ちから」メーターが少し減少する（酔っぱらっていれば別）。
民家
中には八兵衛・又平で入れば「ちから」を回復する「元気モチ」や、30両がもらえることもある。また、金沢〜盛岡では迷惑料として30両取られる民家もある。
宿屋
黄門さまがいる場所、全ての手がかりを調べたらここで悪事を裁いてもらう。笠が目印。

### アイテム
風車・三味線
それぞれ弥七・お銀を呼び出せる。町中で悪人を倒すと1個、もしくは弥七・お銀で特定の場所に行くことによって2〜9個のいずれかを獲得する。万屋などでは販売されていない。
お椀・ふんどし
それぞれ八兵衛・又平を呼び出せる。町中で悪人を倒す、もしくは弥七・お銀で特定の場所に行くことによって獲得する。万屋などでは販売されていない。
おにぎり
「ちから」が0になった際、全回復する。ただし、水に落ちた時や「修行」（後述）で石に当たった時は無効。
日記
ゲームオーバーになった場合、コンティニューするか旅日記（パスワード）を見るかが選択できる。
三度笠
悪人から受けるダメージを約半分に減らす。買いだめ可能。ゲーム中の時間で40分経過する毎に1個減る。
げた
移動速度が上がる。買いだめでき、ゲーム中の時間で40分経過する毎に1個減る。
かんざし
お民（偶数面に登場）に取り付かれるのを防ぐ。買いだめ可能。
お札
お石（奇数ステージに登場）に取り付かれるのを防ぐ。「かんざし」と同様買いだめ可能。
ちょうちん
1個ごとに制限時間を1時間延長できる。ただし1面に付き3つまでしか効果はない。つまり、1マップにおける最大制限時間はゲーム中の時間で10時間である。
玉手箱
弥七、お銀でしか行けない地形の中にある。取ると、おにぎり3個、日記1個、三度笠5個、げた6個、かんざし8個、お札8個、ちょうちん4個のいずれかを入手する。

### 修行
所持金が無くなってしまった場合の一種の解決法として「無銭飲食」がある。「そば屋」「酒屋」で所持金が足りない状態で注文をすると、「あんた　おかねが　たりないじゃないか!　きっと　かみさまが　おこるからね」と店主に怒られた後、神様が登場し「ばつとして　1じかんの　しゅぎょうを　するのじゃ!　わしの　なげる　おにぎりを　とれ!　しかし　いしに　あたると　しぬからな…」と表示され、『いっき』のボーナスステージとしても登場した、神様が投げたおにぎりをキャッチする場面に切り替わる。
全部で10個投げられるおにぎりを、プレイヤーを左右に操作してできるだけ多く取る。全て取ると200両もらえ、そうでなくても取ったおにぎりの数×10両がもらえ、店の外から再スタートとなる。
おにぎりに混ざって投げられる石に当たると即ゲームオーバーとなる（「おにぎり」があっても無効）。日記は使える。
なお、この修行をするとゲーム中の時間で1時間強制的に経過する。

### 登場人物
ドラマとほぼ同じ。
水戸黄門
前副将軍・徳川光圀。普段は越後のちりめん問屋を自称。世直しのため、助さん・格さんらを引き連れて諸国を漫遊する。
佐々木助三郎
助さん。刀剣の達人だが、美人に弱い。
渥美格之進
格さん。パンチが武器。事件のクライマックスで印籠を取り出し、悪人を平伏させる。
風車の弥七
忍者。アイテム「風車」で呼び出す。天井裏に忍び込んで謀議を聞き出す。風車を投げて攻撃する。ジャンプができるので、ジャンプしないと入れない通路の隙間の隠しアイテムも取ることができる。
うっかり八兵衛
遊び人。アイテム「お椀」で呼び出す。射的（当たれば賞金がもらえる）で遊べる。特定の建物に入ると金がもらえたり、「ちから」が回復する餅がもらえたりする。入ると逆に所持金を奪われる建物もある。攻撃することはできないので、悪人に出くわしたらひたすら避けるしかない。
かげろうお銀
くノ一。アイテム「三味線」で呼び出す。偶数面で弥七の代わりに登場、短刀を投げて攻撃する。
煙の又平
遊び人。お銀の右腕。アイテム「ふんどし」で呼び出す。偶数面で八兵衛の代わりに登場する。八兵衛と全く同じ。
香織
訳あって一行に同行する娘。盛岡で何者かに誘拐される。

### ステージ
以下のステージはいずれもテレビドラマの第16部で立ち寄った場所である。なお、事件の内容はドラマと同一ではない。
- 1面（箱根） - 悪代官と悪徳商人・上州屋が関所破りを目論んでいる。
- 2面（大阪） - 悪徳商人・大和屋が鉄砲の密売で儲けている。なお、このステージでは『かんしゃく玉なげカン太郎の東海道五十三次』の主人公、カン太郎が登場する。
- 3面（京都） - 呉服問屋・山科屋が木津屋の若旦那に濡れ衣を着せて乗っ取りを目論んでいる。
- 4面（金沢） - 米問屋・小松屋が町中の米を買い占めて相場の吊り上げを目論んでいる。
- 5面（弘前） - 代官が藩の土地にある林の木を無断で切り倒して材木を横流ししている。
- 6面（盛岡） - かおりが何者かに誘拐される。どうやら誰かと間違われたらしい。
- 7面（水戸） - これまでの悪事を裏で操っている黒幕は全て同一人物らしい。一体誰が黒幕か調べて欲しいところ。

## 水戸黄門II 世界漫遊記
1988年（昭和63年）8月11日に発売された第2作。本作は水戸黄門一行が世界各国で世直しする。時代が全く違うダ・ヴィンチやシッダールタが登場したり、「テレビで見た」と話す一般市民がいるなど時代考証も無視されており、吸血鬼といった人外の存在も登場するなど、時代劇に準じた前作に対してゲームならではのパロディに徹している。

### ストーリー(II)
前作の事件にて裏で糸を引いていた水戸藩家老・安藤は、その悪事を水戸黄門一行に暴かれた。安藤は切腹は免れたものの投獄され、黄門一行は平和になった諸国を再び巡っていた。それから1年。長崎まで辿り着いたものの結局悪事には出会わず、そろそろ西山荘に帰ろうかと思っていた矢先、弥七より安藤が脱獄したという知らせが入る。逃亡先はアメリカだった。黄門一行は安藤を追って世界漫遊の旅に出るのだった。

### 前作との違い
各ステージのスタート時に助さん・格さんのどちらかをプレイヤーが選ぶ方式。どちらを選んでも事件解決の結果は変わらないが、調査の過程は異なったものとなる。例えば、女好きの助さんでは女性から手掛かりを得られるが、堅物の格さんでは男性からしか手掛かりを得られない、など。体力が尽きたり海などに落ちるともう一方を操作することなるが、この場合は前任者のルートを引き継ぐ形になるため、格さんが女性から手掛かりを得るなどの状況も起こり得る。やられたキャラクターはステージをクリアすれば復活するが、同じステージで2人ともやられた場合はゲームオーバー。
セレクトボタンで証拠品を町を歩いている人や、建物の中の人に見せるアクションが追加されている。黄門さまの裁きの時に印籠を見せるシーンもあるが、舞台が海外であるために当然通じず、二つ三つほど悪事の証拠品や弱点になる武器を突きつける必要があり、正解のアイテムを突きつけると相手が平伏し事件解決となる。一方で間違った証拠品を選ぶと事件が解決せず悪人に反撃されて黄門さまが死亡し、ゲームオーバーになる。黄門さまの死に方は国毎に異なる。
世界が舞台のため、前作の的屋に代わりカジノが登場した。遊べるゲームは国によって異なり、アメリカとハワイはスロットマシーン、ドイツと中国は株、イタリアはルーレット、インドはB&W。「そば屋」は「レストラン」となり、国によってメニューが異なる。アイテムもその国に応じたものがステージ毎に用意されている（日記のみ世界共通）。
呼び出せる仲間は弥七と八兵衛のみで、前作に出たお銀・又平・香織の3人は登場しない。敵の中には悪人以外にも動物が追加され、倒すと風車を落とすことがある。それに伴い、飛び道具を使う敵はお椀を落とすようになっている（前作では風車か三味線を落とした）。それ以外の敵を倒しても得点以外は手に入らない。キーアイテムを落とす敵もいなくなった。前作と異なり、「てがかり」が揃えば弥七、八兵衛で黄門さまのもとへ戻ってもクリアになる。
お邪魔キャラクターのお石は登場せず、全てのステージではお民が登場しその国の衣装を纏って現れる（台詞は全ステージ共通）。時間切れによる事件未解決ではゲームオーバー扱いとなり、次のステージには進まないが旅日記があればコンティニューができる。
取引屋が登場し、捜査に必要ないもしくは裁きの証拠品にならないなど手持ちの不要なアイテムを売ることができる。証拠品や捜査に必要な道具も売れるが、裁きに出向く前の証拠品チェックで必須アイテムが足りないとゲームオーバーになってしまう。
瓦版屋は登場せず、民家に入った際にも金や回復アイテムは貰えなくなった（罰金も無い）。一方、八兵衛で入ると換金用アイテムが貰える家が各国に1軒ずつある。
本作では屋外、屋内共にステージ毎の専用のBGMが用意されている。一方で、仲間を呼び出している最中も曲は変わらなくなった。また、前作に引き続き音声合成によるボイスが収録されている。市民のボイスは基本的に「ハロー」であり、国ごとの言語が収録されているわけではないが中国だけは「你好（ニーハオ）」のボイスになっている。また「ハロー」は女性版もあり、相手に応じて変わる。
斜めに動けず、マップが全体的に小さい。ステージを1つクリアするとスコアと力の最大値以外リセットされ、アイテムやお金の持越しができずお金は200に戻ってしまうが、アイテムの値段も初期値に戻るため、後のステージでも前作よりは立て直しが難しくない。旅日記でパスワードを聞くとき、現在のスコアと力最大値、手がかりメーターが保存される。
敵、味方共に被ダメージ時の無敵時間が無くなり、連続で攻撃を当てられるようになった。一方、こちらも連続攻撃を受けるようになったが、ダメージが細分化されたためすぐに敵から離れればダメージは少なく済む。
玉手箱も廃止され、弥七でしか行けない地形には金袋が置かれている。

### ステージ
- 1面（アメリカ） - 無法者バッファロー・ジャンゴが街を襲撃しようとしている。黄門一行は異国での初の世直しを行う。
- 2面（ドイツ） - 吸血鬼ドラキュラが村人たちを襲っている[3]。黄門一行は吸血鬼退治に乗り出す。
- 3面（イタリア） - ダ・ビンチが描き上げたモナ・リザが何者かに盗まれた。黄門一行は盗んだ犯人を見つけ出し、モナ・リザを取り戻すべく調査に向かう。
- 4面（インド） - サキヤ王国の王子・シッダールタが魔王に連れ去られた。黄門一行は勇者として、王子救出と魔王退治に乗り出す。
- 5面（中国） - 街を守っていた陳老師が何者かに暗殺され、無法者の張一味が幅を利かせるようになった。黄門一行は老師殺害の犯人を調査する。
- 6面（ハワイ） - 悪事を働こうとしていた大王が追放され、新しい大王が即位した。だがその名は「アンドウ」というらしい。一方、海賊の財宝を独り占めしようとして追放された前大王が怪しい動きを見せていた。黄門一行は新大王について調べることに。